# قائمة إصدارات مايكروسوفت ويندوز
تسرد هذه الصفحة معلومات على الإصدارات المختلفة من مايكروسوفت ويندوز، وهو نظام تشغيل رئيسي للكمبيوتر تم تطويره بواسطة مايكروسوفت.

## إصدارات الحاسوب الشخصي
في هذا القسم، إصدار عميل ويندوز هو إصدار يمكن للمستخدمين النهائيين أو مصنعي المعدات الأصلية(OEMs) تثبيته على أجهزة الكمبيوتر الشخصية، بما في ذلك أجهزة كمبيوتر سطح المكتب وأجهزة الكمبيوتر المحمولة ومحطات العمل.
| نسخة الويندوز              | الاسم الرمزي                | تاريخ الاصدار  | نسخة الاصدار | الطبعات | أخر اصدار                    | حالة الدعم |
| -------------------------- | --------------------------- | -------------- | ------------ | --- | ---------------------------- | --- |
| ويندوز 10                  | Threshold, Redstone, YYHx   | 29 يوليو 2015  | NT 10.0      | - Windows 10 Home - Windows 10 Pro - Windows 10 Pro for Workstations - Windows 10 Pro Education - Windows 10 Enterprise - Windows 10 Enterprise LTSC - Windows 10 Education - Windows 10 IoT Core - Windows 10 IoT Enterprise - Windows 10 S شاهد قائمة إصدارات ويندوز 10 | 18362 1903 (تحديث مايو 2019) | - جميع الإصدارات باستثناء LTSB / LTSC: تحديثات مارس تخدم لمدة 18 شهرا من تاريخ الإصدار؛ تحديثات سبتمبر خدمتها لمدة 18 شهرا من تاريخ الإصدار (30 شهرا لعملاء المؤسسة). - 2015 LTSB: الدعم الرئيسي حتى 13 أكتوبر 2020 ؛ دعم ممتد حتى 14 أكتوبر 2025 - 2016 LTSB: الدعم الرئيسي حتى 12 أكتوبر 2021 ؛ دعم ممتد حتى 13 أكتوبر 2026 - 2019 LTSC: الدعم الرئيسي حتى 9 يناير 2024 ؛ دعم ممتد حتى 9 يناير 2029 |
| ويندوز 8.1                 | Blue                        | 17 أكتوبر 2013 | NT 6.3       | - Windows 8.1 - Windows 8.1 Pro - Windows 8.1 Enterprise - Windows 8.1 OEM - Windows 8.1 with Bing شاهد قائمة إصدارات ويندوز 8 | 9600 (تحديث 8 أبريل)         | - انتهى الدعم الرئيسي في 9 يناير 2018 - دعم ممتد حتى 10 يناير 2023 |
| ويندوز 8                   | Jupiter                     | 26 أكتوبر 2012 | NT 6.2       | - Windows 8 - Windows 8 Pro - Windows 8 Enterprise - Windows 8 OEM شاهد قائمة إصدارات ويندوز 8 | 9200                         | - غير مدعوم اعتبارًا من 12 يناير 2016 |
| ويندوز 7                   | Blackcomb, Vienna           | 22 أكتوبر 2009 | NT 6.1       | - Windows 7 Starter - Windows 7 Home Basic - Windows 7 Home Premium - Windows 7 Professional - Windows 7 Enterprise - Windows 7 Ultimate شاهد قائمة إصدارات ويندوز 7 | 7601 (حزمة الخدمة 1)         | - انتهى الدعم الرئيسي في 13 يناير 2015 - ينتهي الدعم الموسع في 14 يناير 2020 |
| ويندوز فيستا               | Longhorn                    | 8 نوفمبر 2006  | NT 6.0       | - Windows Vista Starter - Windows Vista Home Basic - Windows Vista Home Premium - Windows Vista Business - Windows Vista Enterprise - Windows Vista Ultimate شاهد قائمة إصدارات ويندوز فيستا                                                                              | 6002 (حزمة الخدمة 2)         | - انتهى الدعم الرئيسي في 13 يناير 2015 - انتهى الدعم الموسع في 11 أبريل 2017 |
| ويندوز إكس بي اصدار x64    | N/A                         | 25 أبريل 2005  | NT 5.2       | N/A | 3790 (حزمة الخدمة 2)         | - انتهى الدعم الرئيسي في 14 أبريل 2009 - انتهى الدعم الموسع في 8 أبريل 2014 |
| ويندوز إكس بي              | Whistler                    | 25 أكتوبر 2001 | NT 5.1       | - Windows XP Starter - Windows XP Home - Windows XP Professional - Windows XP 64-bit Edition - Windows Fundamentals for Legacy PCs شاهد قائمة إصدارات ويندوز إكس بي | 2600 (حزمة الخدمات 3)        | - انتهى الدعم الرئيسي في 14 أبريل 2009 - انتهى الدعم الموسع في 8 أبريل 2014 |
| ويندوز ميلينيوم            | Millennium                  | 14 سبتمبر 2000 | 4.90         | N/A | 3000                         | - انتهى الدعم الرئيسي في 31 ديسمبر 2003 - انتهى الدعم الموسع في 11 يوليو 2006 |
| ويندوز 2000                | N/A                         | 17 فبراير 2000 | NT 5.0       | Professional | 2195                         | - انتهى الدعم الرئيسي في 30 يونيو 2005 - انتهى الدعم الموسع في 13 يوليو 2010 |
| ويندوز 98                  | Memphis                     | 25 يونيو 1998  | 4.10         | - Windows 98 - ويندوز 98 الإصدار الثاني (23 أبريل 1999) | 2222                         | - انتهى الدعم الرئيسي في 30 يونيو 2002 - انتهى الدعم الموسع في 11 يوليو 2006 |
| ويندوز إن تي 4.0           | Shell Update Release, Cairo | 24 أغسطس 1996  | NT 4.0       | Windows NT 4.0 Workstation | 1381 (حزمة الخدمة 6a)        | - انتهى الدعم الرئيسي في 30 يونيو 2002 - انتهى الدعم الموسع في 31 ديسمبر 2001 |
| ويندوز 95                  | Chicago                     | 24 أغسطس 1995  | 4.00         | - Windows 95 - Windows 95 SP1 - Windows 95 OSR1 - Windows 95 OSR2 - Windows 95 USB Supplement to OSR2 - Windows 95 OSR2.1 - Windows 95 OSR2.5 | 950                          | - انتهى الدعم الرئيسي في 31 ديسمبر 2000 - انتهى الدعم الموسع في 31 ديسمبر 2001 |
| ويندوز إن تي 3.51          | غير معروف                   | 30 مايو 1995   | NT 3.51      | Windows NT 3.51 Workstation | 1057                         | - غير مدعوم اعتبارًا من 31 ديسمبر 2001 |
| ويندوز إن تي 3.5           | Daytona                     | 21 سبتمبر 1994 | NT 3.5       | Windows NT 3.5 Workstation | 807                          | - غير مدعوم اعتبارًا من 31 ديسمبر 2001 |
| ويندوز 3.2                 | غير معروف                   | 22 نوفمبر 1993 | 3.2          | N/A | N/A                          | - غير مدعوم اعتبارًا من 31 ديسمبر 2001 |
| ويندوز لمجموعات العمل 3.11 | Snowball                    | 8 نوفمبر 1993  | 3.11         | Windows NT 3.5 Workstation | 807                          | - غير مدعوم اعتبارًا من 31 ديسمبر 2001 |
| ويندوز إن تي 3.1           | غير معروف                   | 27 يوليو 1993  | NT 3.1       | Windows NT 3.1 | 528                          | - غير مدعوم اعتبارًا من 31 ديسمبر 2000 |
| ويندوز 3.1                 | Janus                       | 6 أبريل 1992   | 3.10         | - Windows 3.1 - Windows for Workgroups 3.1 (أكتوبر 1992) | N/A                          | - غير مدعوم اعتبارًا من 31 ديسمبر 2001 |
| ويندوز 3.0                 | N/A                         | 22 مايو 1990   | 3.00         | N/A | N/A                          | - غير مدعوم اعتبارًا من 31 ديسمبر 2001 |
| ويندوز 2.11                | N/A                         | 13 مارس 1989   | 2.11         | - Windows/286 - Windows/386 | N/A                          | - غير مدعوم اعتبارًا من 31 ديسمبر 2001 |
| ويندوز 2.10                | N/A                         | 27 مايو 1988   | 2.10         | - Windows/286 - Windows/386 | N/A                          | - غير مدعوم اعتبارًا من 31 ديسمبر 2001 |
| ويندوز 2.03                | N/A                         | 9 ديسمبر 1987  | 2.03         | N/A | N/A                          | - غير مدعوم اعتبارًا من 31 ديسمبر 2001 |
| ويندوز 1.04                | N/A                         | 10 أبريل 1987  | 1.04         | N/A | N/A                          | - غير مدعوم اعتبارًا من 31 ديسمبر 2001 |
| ويندوز 1.03                | N/A                         | 21 أغسطس 1986  | 1.03         | N/A | N/A                          | - غير مدعوم اعتبارًا من 31 ديسمبر 2001 |
| ويندوز 1.02                | N/A                         | 14 مايو 1986   | 1.02         | N/A | N/A                          | - غير مدعوم اعتبارًا من 31 ديسمبر 2001 |
| ويندوز 1.0                 | Interface Manager           | 20 نوفمبر 1985 | 1.01         | N/A | N/A                          | - غير مدعوم اعتبارًا من 31 ديسمبر 2001 |

## إصدارات الخادم
| عنوان العمود         | تاريخ الاصدار  | رقم نسخة الاصدار | الطبعات | أخر اصدار | حالة الدعم                                                                     |
| -------------------- | -------------- | ---------------- | --- | --------- | ------------------------------------------------------------------------------ |
| ويندوز سيرفر 2019    | 13 نوفمبر 2018 | NT 10.0          | مثال | مثال      | مثال                                                                           |
| ويندوز سيرفر 2016    | 12 أكتوبر 2016 | NT 10.0          | مثال | مثال      | مثال                                                                           |
| ويندوز سيرفر 2012 R2 | 17 أكتوبر 2013 | NT 6.3           | مثال | مثال      | مثال                                                                           |
| ويندوز سيرفر 2012    | 4 سبتمبر 2012  | NT 6.2           | مثال | مثال      | مثال                                                                           |
| ويندوز سيرفر 2008 R2 | 22 أكتوبر 2009 | NT 6.1           | مثال | مثال      | مثال                                                                           |
| ويندوز سيرفر 2008    | 27 فبراير 2008 | NT 6.0           | مثال | مثال      | مثال                                                                           |
| ويندوز سيرفر 2003 R2 | 6 ديسمبر 2005  | NT 5.2           | - Windows Small Business Server 2003 R2 - Windows Server 2003 R2 Web Edition - Windows Server 2003 R2 Standard Edition - Windows Server 2003 R2 Enterprise Edition - Windows Server 2003 R2 Datacenter Edition - Windows Compute Cluster Server 2003 (CCS) - Windows Storage Server - Windows Home Server | 3790      | - انتهى الدعم الرئيسي في 13 يوليو 2010 - انتهى الدعم الموسع في 14 يوليو 2015   |
| ويندوز سيرفر 2003    | 24 أبريل 2003  | NT 5.2           | - Windows Small Business Server 2003 - Windows Server 2003 Web Edition - Windows Server 2003 Standard Edition - Windows Server 2003 Enterprise Edition - Windows Server 2003 Datacenter Edition - Windows Storage Server                                                                                  | 3790      | - انتهى الدعم الرئيسي في 13 يوليو 2010 - انتهى الدعم الموسع في 14 يوليو 2015   |
| ويندوز 2000          | 17 فبراير 2000 | NT 5.0           | - Windows 2000 Server - Windows 2000 Advanced Server - Windows 2000 Datacenter Server | 2195      | - انتهى الدعم الرئيسي في 30 يونيو 2005 - انتهى الدعم الموسع في 13 يوليو 2010   |
| ويندوز إن تي 4.0     | 29 يوليو 1996  | NT 4.0           | - Windows NT 4.0 Server - Windows NT 4.0 Server Enterprise - Windows NT 4.0 Terminal Server Edition | 1381      | - انتهى الدعم الرئيسي في 31 ديسمبر 2002 - انتهى الدعم الموسع في 31 ديسمبر 2004 |
| ويندوز إن تي 3.51    | 29 مايو 1995   | NT 3.51          | Windows NT 3.51 Server | 1057      | - غير مدعوم اعتبارًا من 31 ديسمبر 2001                                          |
| ويندوز إن تي 3.5     | 20 سبتمبر 1994 | NT 3.5           | Windows NT 3.5 Server | 807       | - غير مدعوم اعتبارًا من 31 ديسمبر 2001                                          |

## إصدارات الجهاز

### الأجهزة
| Name                            | مراحل إصدار البرمجيات date | Release version | An edition of | Sold with                                                          |
| ------------------------------- | -------------------------- | --------------- | ------------- | ------------------------------------------------------------------ |
| ويندوز آر تي                    | October 18, 2013           | NT 6.3          | ويندوز 8.1    | ARM-based حاسوب لوحيs                                              |
| ويندوز آر تي                    | October 26, 2012           | NT 6.2          | ويندوز 8      | ARM-based حاسوب لوحيs                                              |
| قائمة إصدارات ويندوز إكس بي     | November 2002              | NT 5.1          | ويندوز إكس بي | حاسوب ميكروسوفت اللوحي                                             |
| Windows XP Media Center Edition | 2002, 2003, 2004 and 2005  | NT 5.1/NT 5.2   | ويندوز إكس بي | كمبيوتر المسرح المنزلي ‏s, تخزين ملحق بشبكة (NAS) and set-top boxes |

### أجهزة محمولة
تشمل الأجهزة المحمولة الهواتف الذكية وأجهزة الحاسوب اللوحية المحمولة والمساعدين الرقميين الشخصيين
- ويندوز 10
  - ويندوز 10 موبايل
  - Windows 10 Mobile Enterprise
  - Windows 10 IoT Mobile Enterprise
- ويندوز فون
  - ويندوز فون 8.1
  - ويندوز فون 8
  - Windows Phone 7.8
  - Windows Phone 7.5
  - ويندوز فون 7
- ويندوز موبايل
  - Windows Mobile 6.5
  - Windows Mobile 6.1
  - Windows Mobile 6.0
  - Windows Mobile 5.0
  - ويندوز موبايل
  - Windows Mobile 2003
  - Pocket PC 2002
  - Pocket PC 2000